# Больтіген
Больтіген (нім. Boltigen) — громада  в Швейцарії в кантоні Берн, адміністративний округ Оберзімменталь-Заанен.

## Географія
Громада розташована на відстані близько 36 км на південь від Берна.
Больтіген має площу 77,1 км², з яких на 2,4% дозволяється будівництво (житлове та будівництво доріг), 52,9% використовуються в сільськогосподарських цілях, 35,4% зайнято лісами, 9,2% не є продуктивними (річки, льодовики або гори).

## Демографія
2019 року в громаді мешкало 1252 особи (-9% порівняно з 2010 роком), іноземців було 4,9%. Густота населення становила 16 осіб/км².
За віковим діапазоном населення розподілялося таким чином: 17,8% — особи молодші 20 років, 56,9% — особи у віці 20—64 років, 25,3% — особи у віці 65 років та старші. Було 549 помешкань (у середньому 2,3 особи в помешканні).
Із загальної кількості 504 працюючих 218 було зайнятих в первинному секторі, 86 — в обробній промисловості, 200 — в галузі послуг.